# Fedelm Noíchrothach
Fedelm Noíchrothach ("nove vezes bela"), também conhecida como Fedelm Noíchride ("nove corações" ou "coração fresco"), é filha de Conchobar mac Nessa no Ciclo do Ulster da mitologia irlandesa.
Ela se casou com Cairbre Nia Fer, rei de Tara, mas foi desleal com ele. Fedelm desfrutou de um encontro amoroso com Cúchulainn no começo do Táin Bó Cúailnge (o ataque ao gado de Cooley), embora o texto tenha sido desajeitadamente alterado para dizer que a amante de Cúchulainn foi a serva de Fedelm. Ela, mais tarde, trocou seu marido por Conall Cernach.